# Offene Jazz Haus Schule
Die Offene Jazz Haus Schule e. V. wurde 1980 in Köln von Musikern aus dem Kreis der Initiative Kölner Jazz Haus e. V. gegründet als freies Zentrum für Improvisierte und Populäre Musik Köln.  Dem langjährigen Leiter Rainer Linke, der die Schule auch mitgegründet hat, folgte im Herbst 2020 Joscha Oetz. Ein Vorbild an der Jazzhausschule Köln nahmen sich Neugründungen in Aachen, Bremen und Freiburg.
Aus dieser Initiative Kölner Jazz Haus e. V. entstand unter anderem auch der Konzertveranstalter Kölner Stadtgarten.

## Geschichte
Die ersten Kurse für improvisierte und populäre Musik fanden im historischen Bayenturm statt. 1980 wurde die Jazzhausschule in die Landesarbeitsgemeinschaft Musik NRW aufgenommen. 1983 richtete sie die ersten Kurse für Kinder ein. Nachdem der Bayenturm als FrauenMediaTurm an das Feministische Archiv vergeben wurde, fand die Jazzhausschule ab 1995 in der Eigelsteintorburg Büro- und vor allem Proberäume.
Am 31. Oktober 2008 wurde der Offenen Jazz Haus Schule e. V. der Ehrenpreis des WDR-Jazzpreises in der Kategorie Jazzpädagogik verliehen. Die Begründung der Jury lautet:
„Die Lebendigkeit und Kreativität der Szene in NRW wird beispielhaft durch die langjährige Arbeit der Offenen Jazz Haus Schule Köln unterstützt. Ihr Bildungsangebot in Sachen Jazz und improvisierte Musik hat überhaupt erst die Basis geschaffen für den jungen Profi-Nachwuchs an nordrheinwestfälischen Musikhochschulen. Neben der fundierten Instrumentalausbildung für Kinder und Jugendliche fördern die Dozenten der Offenen Jazzhaus Schule Köln seit knapp 30 Jahren immer wieder Schüler, die besonders talentiert, den Ausbildungsweg eines professionellen Jazzmusikers gehen wollen.“ 

## Youngster- und Teenbands
Einen Schwerpunkt setzt die Jazzhausschule auf die Arbeit mit Kindern und Jugendlichen. Den Akzent legt sie auf das Musizieren in der Band. Das Konzept der so genannten Youngsterbands richtet sich an Grundschulkinder ab der 1. Klasse. Vom ersten Tag an sollen sich die Kinder als Band verstehen. Ausgehend von der Bandarbeit geht es zur Ausbildung an einem speziellen Einzelinstrument, mit dem in der Gruppe musiziert wird. Die Kinder lernen in der Gruppe, ohne dass ein separater Instrumentalunterricht oder musikalisches Vorwissen vorausgesetzt würde, alle ‚klassischen‘ Bandinstrumente spielen, also Schlagzeug, Gitarre, Keyboards und Bass. Als Repertoire dienen die gesamte Breite populärer Musik, aber auch erste Improvisationen. Kommen die Kinder auf die weiterführende Schule, geht die Ausbildung in den Teenbands weiter. Ebenfalls integraler Bestandteil der Bandarbeit sind Auftritte. Als Leiter der Bands fungieren Musikpädagogen, bevorzugt mit eigener künstlerischer Erfahrung.

## Kooperation mit Schulen
Bereits seit Ende der 1980er Jahre kooperiert die Jazzhausschule mit Schulen im Kölner Stadtgebiet und Umgebung. Ein Modellprojekt ist „MuProMandi“, bei dem die Gemeinschaftsgrundschule Manderscheider Platz in Köln mit der Jazzhausschule ein Musikprofil „Neue und improvisierte Musik“ installiert.

## Soziokulturelle Arbeit
Als kulturpädagogische Facheinrichtung konzipiert und organisiert die Offene Jazz Haus Schule soziokulturelle Projekte, die den kreativen, verantwortungsvollen und selbständigen Umgang mit Musik unterstützen sollen sowie die Integration ethnischer, religiöser und sozialer Gruppen fördern. Beispiele hierfür sind etwa die Hip-Hop-Musicals „Coloured Children“, das mit dem Jugendkulturpreis NRW 1998 ausgezeichnet wurde, oder „Get Up!“ (2008). Bei letzterem setzten sich Schüler aus einem Problembezirk Köln „im Vorfeld mit Zukunftsplänen, ihrem Selbstverständnis und gesellschaftlichen Gegebenheiten auseinander und fanden künstlerische Ausdrucksformen, um dies alles einem breiten Publikum vorzustellen“. Das Netzwerkprojekt der Städte Bergheim, Troisdorf, Brühl und Siegburg „Alle Achtung!“ (2001) versteht sich ebenfalls als Prävention von Rechtsradikalismus und Ausländerfeindlichkeit.

## Auszeichnungen
- 2008: Ehrenpreis für Jazzpädagogik des WDR-Jazzpreises[10]
- 2012: Jugend-Kulturpreis der Sparkassen-Kulturstiftung Rheinland[11]